# Fondation Entente Franco-Allemande
Die Stiftung Fondation Entente Franco-Allemande (FEFA) (dt.: Stiftung deutsch-französische Verständigung) war eine Stiftung zugunsten der deutsch-französischen Zusammenarbeit und hatte zur Aufgabe, die Beziehungen zwischen Menschen in Deutschland und Frankreich zu intensivieren, das gegenseitige Verständnis zu vertiefen und ihnen dadurch die Kultur des Nachbarlandes näherzubringen. Sie wurde 2019 aufgelöst und ihr Vermögen dem Deutsch-Französischen Jugendwerk übertragen.

## Geschichte
Die Gründungssitzung wurde am 16. November 1981 abgehalten. Sie hatte ursprünglich das Ziel, im Dienst der in der Wehrmacht zwangsrekrutierten Elsässer und Mosellaner, die von der Geschichte „vergessen“ wurden, tätig zu werden und „die Zusammenarbeit zwischen Frankreich und der Bundesrepublik Deutschland durch die Entwicklung weiterer Projekte zu fördern“.
Gründer waren Valéry Giscard d’Estaing (damals Präsident der französischen Republik) und Helmut Schmidt (damals Kanzler der Bundesrepublik Deutschland). Im Rahmen eines internationalen Abkommens, das am 31. März 1981 in Bonn unterzeichnet wurde, hat Deutschland der FEFA ein Kapital von 250 Millionen DM (etwa 117.500.000 Euro) zur Verfügung gestellt, um damit die Entschädigung dieser Zwangsrekrutierten vorzunehmen.
Die Stiftung hat seit der Gründung den ursprünglichen Zweck erfüllt und ist seit 2010 schwerpunktmäßig im Rahmen der Förderung der Zusammenarbeit zwischen Frankreich und Deutschland und in der Region Elsass, Baden-Württemberg, Basel-Stadt und Basel-Land, Rheinland-Pfalz, dem Saarland und dem Moselgebiet tätig.

## Ziele und Maßnahmen zur Aufgabenerfüllung
Ziele sind nach Artikel 1 der Satzung unter Beachtung des Élysée-Vertrags vom 23. Januar 1963 und der Vereinbarung vom 31. März 1981 zwischen der Regierung der französischen Republik und der Regierung der Bundesrepublik Deutschland über einen Beitrag der Bundesrepublik Deutschland zu der Fondation Entente Franco-Allemande:
- zum gegenseitigen Verständnis und zur Entwicklung der deutsch-französischen Zusammenarbeit, insbesondere in den Bereichen Kultur, Soziales, Geschichte, Bildung, Wirtschaft und Forschung beizutragen;
- soziale und kulturelle Maßnahmen für die Elsässer und Lothringer, die im Zweiten Weltkrieg in die Wehrmacht zwangseingezogen wurden, bzw. für ihre Rechtsnachfolger (Witwen, Verwandte in aufsteigender oder absteigender Linie) sowie für die Zwangseingezogenen des RAD und des KHD im Sinne und im Rahmen der Vereinbarung vom 17. Juli 2008 durchzuführen.

Die Ziele der Stiftung werden nach Artikel 2 der Satzung durch folgende Handlungsinstrumente erfüllt:
- Studien- und Forschungsstipendien,
- Kurse und Konferenzen,
- finanzielle Unterstützung von Projekten
- sowie weitere Maßnahmen zur Förderung der deutsch-französischen Beziehungen und zur Entwicklung von Partnerschaften mit der Stiftung.

Seit 1985 engagiert sich die FEFA auch in sozialen und kulturellen Projekten im Dienste der Menschen und hat hierfür spezielle Kommissionen gebildet.

### Soziales Engagement
Das soziale Engagement der Stiftung soll punktuell die Not von Unionsbürgern lindern,
- indem Zahlungen geleistet werden,
- durch die Reservierung von Plätzen in Seniorenheimen in den drei Departements Ostfrankreichs oder auch
- durch den Ankauf von speziellen Geräten für alte Menschen.

Über 3000 hilfsbedürftige Personen wurden in diesem Rahmen bereits unterstützt.

### Kulturelles Engagement
Im Bereich der Kultur wird vor allem die Erinnerung an die Schrecken des Krieges unterstützt durch Kolloquien, Bücher oder Dokumentarfilme. Über 120 Projekte wurden bislang realisiert.
Ebenso wird im Archivzentrum der FEFA und durch eine historische Bibliothek die Zwangsrekrutierung in der deutschen Wehrmacht und die faktische Annektierung der drei ostfranzösischen Departements dokumentiert. Weitere Maßnahmen sind z. B.:
- Austausch und Begegnungen von Jugendlichen,
- Organisation von Veranstaltungen (auch Musik- und Theater-Aufführungen, Ausstellungen, Kongresse, Internet-Sites etc.),
- Förderung des Erlernen der Sprache des Nachbarn an Schulen, Universitäten und durch deutsch-französische Vereine,
- Unterstützung für wissenschaftliche, universitäre und andere Publikationen.

Dabei steht die Perspektive der Aussöhnung und der gemeinsamen Arbeit im Vordergrund.

### Aktuelle und zukünftige Schwerpunkte und Haupthandlungsfelder
- Beiträge beim Aufbau eines dynamischen und grenzüberschreitenden Arbeitsmarkts;
- Förderung der sprachlichen Kompetenzen von auszubildenden Menschen, damit sie in ihren Berufen grenzüberschreitend an den Ufern des Rheins arbeiten können,
- Hilfe für kulturelle Jugendprojekte in der Region,
- Förderung von sportlichen Begegnungen zwischen deutschen und französischen Jugendlichen und Erwachsenen

## Organisation
Die FEFA ist eine unabhängige Organisation, an deren Spitze ein Verwaltungsrat steht. Sie gründet sich auf einer Satzung, die zuletzt per Dekret des französischen Premierministers vom 23. Dezember 2009  genehmigt wurde und die Satzung von 1981 abändert.

## Verwaltung
Die Verwaltung und die Befugnisse der Stiftungsorgane richten sich nach Artikel 3 bis 9 der Satzung.

### Verwaltungsrat
An der Spitze steht ein aus 19 Mitgliedern bestehender Rat (Artikel 3):
- Fünf Mitglieder des Stifterkollegiums:
  - André Bord, Präsident der Stiftung und lebenslanges Mitglied des Rates
  - ein Vertreter der Association des Evadés et des Incorporés de force du Haut-Rhin (Vereinigung der Entkommenen und Zwangseingezogenen des Departements Haut-Rhin)
  - ein Vertreter aus dem Departement Bas-Rhin der Union des Invalides, Anciens Combattants et Victimes de guerre d'Alsace et de Lorraine (Verband der Invaliden, Ehemaligen Kriegsteilnehmer und Kriegsopfer aus Elsass und Lothringen)
  - ein Vertreter für den Departementsverband Haut-Rhin der Union Française des Associations d'anciens Combattants (Französischer Verband der Vereinigungen ehemaliger Kriegsteilnehmer)
  - ein Vertreter der Association des Malgré-Nous (Vereinigung der Malgré-Nous des Departements Moselle).

Die Vertreter des Stifterkollegiums sind, bis auf das lebenslange Mitglied, jeweils auf vier Jahre gewählt.
- sechs Mitglieder kraft Amt:
  - der Rektor des Schulaufsichtsbezirks Straßburg,
  - der Kanzler der Universitäten,
  - der Minister für die ehemaligen Kriegsteilnehmer,
  - der Generalsekretär für die deutsch-französische Zusammenarbeit,
  - der Präfekt des Departements Bas-Rhin oder ihre Vertreter;
  - zwei Vertreter der nationalen Parlamente, nämlich die Vorsitzenden der Freundschaftsgruppen Frankreich-Deutschland der Assemblée nationale und des Bundestags oder ihr Vertreter.
- qualifizierte Persönlichkeiten:
  - vier französische Staatsangehörige und
  - vier deutsche Staatsangehörige,

die aufgrund ihrer Kompetenz auf dem Tätigkeitsfeld der Stiftung für vier Jahre gewählt werden und die ehrenamtlich tätig sind (Artikel 6 der Satzung). Der Verwaltungsrat regelt durch seine Beschlüsse die Angelegenheiten der Stiftung (Artikel 7 der Satzung).

### Präsident
Nach Artikel 4 der Satzung wird der Präsident und das „bureau“ unter den Mitgliedern des Stiftungsräten in der ersten Sitzung nach seiner Ernennung gewählt. Der Präsident repräsentiert die Stiftung bei allen gesellschaftlichen Handlungen nach außen und weist die Ausgaben an. Er ist dem Rat gegenüber rechenschaftspflichtig.

### Bureau
Das Bureau umfasst neben dem Präsidenten zwei Vizepräsidenten, davon einer mit deutscher und einer mit französischer Staatsangehörigkeit, einen Schatzmeister und einen Sekretär und wird für vier Jahre gewählt und diese sind ehrenamtlich tätig. Das Mandat der Büromitglieder und des Präsidenten kann nur einmal erneuert werden.

### Kontrolle
Der Jahresbericht, die Haushaltsvorlage und die im Artikel 12 der Satzung erwähnten buchhalterischen Unterlagen werden jedes Jahr dem Präfekten des Departements, dem französischen Innenminister, dem für die ehemaligen Kriegsteilnehmer zuständigen Minister und dem Generalsekretär für die deutsch-französische Zusammenarbeit zugeschickt.

### Geschäftsordnung
Die Geschäftsordnung wird von der Stiftung erarbeitet und kann erst nach Zustimmung des französischen Innenministers in Kraft treten und wird der Präfektur des Departements übermittelt. Eine Änderung erfolgt unter den gleichen Bedingungen.

## Vermögen und Einnahmen

### Vermögen
„Die Finanzausstattung der Stiftung umfasst die beiden Stockwerke, die sie in einer Straßburger Immobilie – 1 rue Saint Léon – besitzt, sowie ein Wertpapierportfolio in Höhe von 1 Million €. Die Finanzausstattung wird aus dem Gewinn der ohne spezielle Zweckbestimmung autorisierten unentgeltlichen Zuwendungen sowie eines Teils des Überschusses der für den Werterhalt erforderlichen jährlichen Mittel gesteigert. Sie kann durch Beschluss des Rates in absolutem Wert erhöht werden. Die Stiftung verfügt über die die Finanzausstattung bildenden Vermögensgegenstände für die Erfüllung ihrer restlichen Entschädigungsaufgaben.“

### Einnahmequellen
Einnahmequellen der Stiftung sind nach Artikel 12 der Satzung:
- Einkommen aus der Finanzausstattung;
- eventuell gewährte Subventionen
- Gewinn aus den Zuwendungen, deren Verwendung beschlossen ist;
- Gewinn aus außergewöhnlichen Ressourcen, gegebenenfalls mit Zustimmung der zuständigen Behörde;
- Gewinn aus Verkäufen und aus für einen geleisteten Dienst erhaltene Vergütungen.

## Auflösung der Stiftung
Bei einer Auflösung der FEFA wird das Vermögen der Stiftung an das Deutsch-Französische Jugendwerk übergeben (Artikel 14 der Satzung).